# 2016년 3월 죽음
다음은 2016년 3월에 사망한 저명한 인물 목록이다.
- 3월 5일
  - 대한민국의 언론인이자 정치가 허문도
  - 오스트리아의 지휘자 니콜라우스 아르농쿠르
- 3월 6일 - 미국의 전 영부인 낸시 레이건
- 3월 8일 - 영국의 음악 프로듀서 조지 마틴
- 3월 12일 - 미국의 수학자이자 경제학자 로이드 섀플리
- 3월 13일 - 미국의 수학자이자 철학자 힐러리 퍼트넘
- 3월 14일 - 영국의 작곡가이자 지휘자 피터 맥스웰 데이비스
- 3월 18일 - 독일의 정치인 기도 베스터벨레
- 3월 20일 - 대한민국의 전 국회의원 강인섭
- 3월 21일
  - 대한민국의 정치인 곽정숙
  - 미국의 기업인이자 공학자 앤디 그로브
- 3월 22일 - 미국의 영화배우 리타 갬
- 3월 23일 - 미국의 배우 켄 하워드
- 3월 24일
  - 네덜란드의 축구선수이자 축구감독 요한 크라위프
  - 미국의 영화배우 게리 섄들링
- 3월 29일 - 미국의 영화배우 패티 듀크
- 3월 31일
  - 영국의 건축가 자하 하디드
  - 독일의 정치인 한스디트리히 겐셔